# Sony TR-55
Das Sony TR-55 ist der Name eines Transistorradios der Firma Sony (damals noch unter dem Namen Tōkyō Tsūshin Kōgyō Kabushiki Kaisha, TTK). Es wurde im Jahr 1955 veröffentlicht und war das erste kommerziell erhältliche Transistorradio der Firma Sony sowie das erste in Japan hergestellte.

## Beschreibung
Der Einsatz von Transistoren statt Elektronenröhren erlaubt es, elektrische Schaltungen viel kleiner herzustellen, wodurch die Größe der Geräte, wie Radios, ebenfalls deutlich kleiner wurde, so dass erstmals die Herstellung tragbarer Radios möglich war.
Das TR-55 verwendete fünf Transistoren, die von Sony entwickelt und hergestellt wurden. Dazu wurde eine Technik der Bell Labs lizenziert. Dies machte Sony zum ersten Unternehmen, das Transistorradio von Grund auf zu produzieren vermochte. Regency, die ein Jahr zuvor das Regency TR-1 auf den Markt brachten, nutzten damals noch Transistoren, die sie von Texas Instruments kauften.